# 热力学第零定律
熱力學第零定律（英語：Zeroth Law of Thermodynamics），又稱熱平衡定律，是熱力學的四條基本定律之一，是一個關於互相接觸的物體於熱平衡時的描述，並為溫度提供了理論基礎。最常用的定律表述是：
|  | 若兩個熱力學系統均與第三個系統處於熱平衡狀態，此兩個系統也必互相處於熱平衡。 |

換句話說，第零定律是指：在一個數學二元關係之中，熱平衡是遞移的。

## 歷史
第零定律比起其他任何定律更為基本，但直到二十世紀三十年代前一直都未有察覺到有需要把這種現象以定律的形式表達。第零定律是由英國物理學家拉爾夫·福勒於1939年正式提出，比热力学第一定律和热力学第二定律晚了80餘年，但是第零定律是后面几个定律的基础，所以叫做热力学第零定律。

## 概要
一個熱平衡系統的宏觀物理性質（壓力、溫度、體積等）都不會隨時間而改變。一杯放在餐桌上的熱咖啡，由於咖啡正在冷卻，所以這杯咖啡與外界環境並非處於平衡狀態。當咖啡不再降溫時，它的溫度就相當於室溫，並且與外界環境處於平衡狀態。
兩個互相處於平衡狀態的系統會滿足以下條件：
1. 兩者各自處於平衡狀態；
2. 兩者在可以交換熱量的情況下，仍然保持平衡狀態。進而推廣之，如果能夠肯定兩個系統在可以交換熱量的情況下物理性質也不會發生變化時，即使不容許兩個系統交換熱量，也可以肯定互為平衡狀態。

因此，熱平衡是熱力學系統之間的一種關係。數學上，第零定律表示這是一種等價關係。（技術上，需要同時包括系統自己亦都處於熱平衡。）

## 第零定律與溫度
第零定律说明任何两个系统的热平衡关系都是等价的，而經常被認為可於建立一個溫度函數；更隨便的說法是可以製造溫度計。而這個問題是其中一個熱力學和統計力學哲學的題目。
在熱力學變量的空間中，温度为定值的区域可看作一个面，其为邻近的面提供自然的顺序。于是可建立一個连续的總體溫度函數。按此定義的溫度實際上未必如攝氏溫度尺般，而是一個函數。該恒溫面的維度是熱力學變量的總數減一，例如對於有三個熱力學變量{\displaystyle P}、{\displaystyle V}、{\displaystyle N}的理想氣體，其恒溫面是塊二維面。若两个均为理想氣體的系统處於熱平衡，則：
{\displaystyle {\frac {P_{1}V_{1}}{N_{1}}}={\frac {P_{2}V_{2}}{N_{2}}}}
其中，{\displaystyle P_{i}}是第{\displaystyle i}個系統的壓力，{\displaystyle V_{i}}是第{\displaystyle i}個系統的體積，{\displaystyle N_{i}}是第{\displaystyle i}個系統的摩爾數或原子數目。
这样，温度相同时{\displaystyle PV/N}为一常数，故可引入常数{\displaystyle R}来定义温度{\displaystyle T}，使得{\displaystyle PV/N=RT}。这样，這种系統可作为溫度計較準其他系統，此即为理想气体温度计。

## 參閱
- 热力学
- 热力学第一定律
- 热力学第二定律
- 热力学第三定律
- 不可逆性
- 卡諾定理 (熱力學)
- 熵
- 余熵
- 基态
- 热寂
- 绝热过程